# Aquiles Serdán
Aquiles Serdán là một đô thị thuộc bang Chihuahua, México. Năm 2005, dân số của đô thị này là 6212 người.